# Botngård
Botngård este o localitate din comuna Bjugn, provincia Sør-Trøndelag, Norvegia, cu o suprafață de 1,09 km² și o populație de 1.184 locuitori (2013).